# ニッポン高度紙工業
ニッポン高度紙工業株式会社（ニッポンこうどしこうぎょう、英: NIPPON KODOSHI CORPORATION）は、高知県高知市に本社を置く電池・コンデンサのセパレータやフレキシブルプリント基板を中心とした製紙メーカー。東京証券取引所スタンダード市場上場企業。コンデンサ用絶縁紙の最大手。

## 沿革
- 1941年8月 - ビスコース加工紙「高度紙」の製造および販売を目的として、高知市にニッポン高度紙工業を設立。
- 1943年4月 - 電解コンデンサ用セパレータの生産を開始。
- 1971年10月 - 本社を高知県吾川郡春野町に移転。
- 1996年2月 - 日本証券業協会に店頭登録。
- 2004年12月 - ジャスダック証券取引所に株式を上場。
- 2013年7月 - 東京証券取引所JASDAQ（スタンダード）に上場。
- 2022年4月 - 東京証券取引所のJASDAQ（スタンダード）からスタンダード市場に移行。

## 事業所
- 本社、本社工場 - 高知県高知市
- 安芸工場 - 高知県安芸市
- 南国工場 - 高知県南国市
- 米子工場 - 鳥取県米子市